# Кенсінгтон (Меріленд)
Кенсінгтон (англ. Kensington) — місто (англ. town) в США, в окрузі Монтгомері штату Меріленд. Населення — 2122 особи (2020).

## Географія
Кенсінгтон розташований за координатами 39°1′35″ пн. ш. 77°4′25″ зх. д. / 39.02639° пн. ш. 77.07361° зх. д. (39.026476, -77.073728).  За даними Бюро перепису населення США в 2010 році місто мало площу 1,23 км², уся площа — суходіл.

## Демографія
Згідно з переписом 2010 року, у місті мешкало 2213 осіб у 870 домогосподарствах у складі 563 родин. Густота населення становила 1795 осіб/км².  Було 902 помешкання (732/км²).
Расовий склад населення:
| - 82,0 % — білих - 6,1 % — чорних або афроамериканців - 5,7 % — азіатів - 0,1 % — вихідців з тихоокеанських островів - 0,1 % — корінних американців - 2,8 % — осіб інших рас |

До двох чи більше рас належало 3,2 %. Частка іспаномовних становила 6,4 % від усіх жителів.
За віковим діапазоном населення розподілялося таким чином: 26,2 % — особи молодші 18 років, 59,0 % — особи у віці 18—64 років, 14,8 % — особи у віці 65 років та старші. Медіана віку мешканця становила 42,1 року. На 100 осіб жіночої статі у місті припадало 90,8 чоловіків;  на 100 жінок у віці від 18 років та старших — 87,0 чоловіків також старших 18 років.
Середній дохід на одне домашнє господарство  становив 167 772 долари США (медіана — 137 159), а середній дохід на одну сім'ю — 201 126 доларів (медіана — 171 667). За межею бідності перебувало 4,6 % осіб, у тому числі 3,1 % дітей у віці до 18 років та 11,7 % осіб у віці 65 років та старших.
Цивільне працевлаштоване населення становило 949 осіб. Основні галузі зайнятості: освіта, охорона здоров'я та соціальна допомога — 26,9 %, науковці, спеціалісти, менеджери — 16,6 %, публічна адміністрація — 16,2 %.